# Copiapoa bridgesii

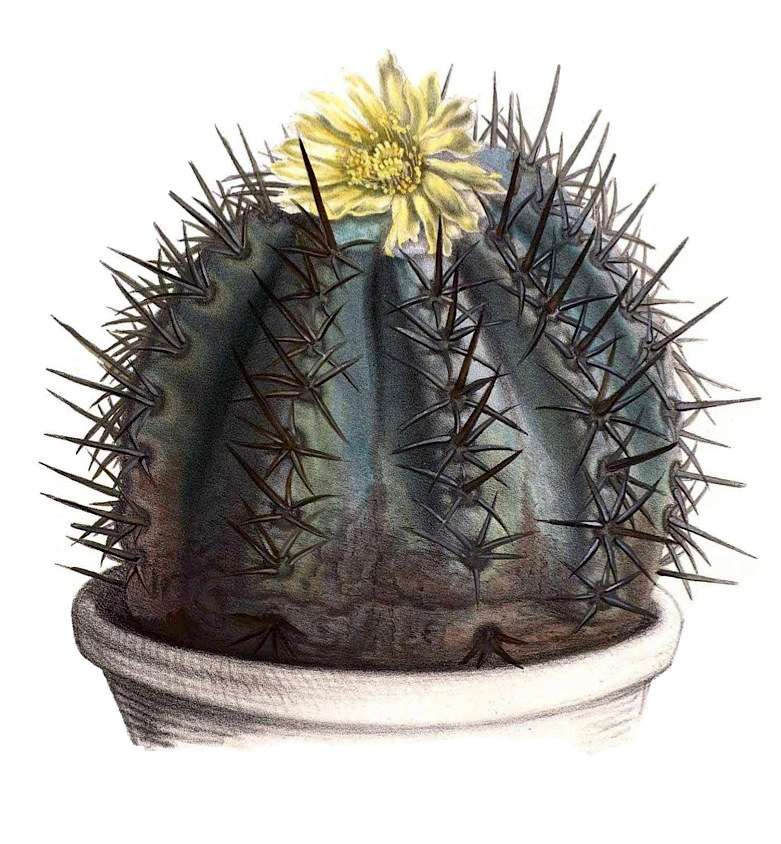
Copiapoa bridgesii
Tafel 14 von 1901 aus Blühende Kakteen

Copiapoa bridgesii ist eine Pflanzenart aus der Gattung Copiapoa in der Familie der Kakteengewächse (Cactaceae). Das Artepitheton  bridgesii ehrt den aus England stammenden Pflanzensammler Thomas Bridges.

## Beschreibung
Copiapoa bridgesii wächst einzeln oder auch lose Gruppen bildend. Die kurz zylindrischen bis zylindrischen Triebe sind grasgrün und werden 20 bis 40 Zentimeter hoch mit einem Durchmesser von fünf bis acht Zentimeter. Die 8 bis 12 Rippen verlaufen gerade, stumpf und etwas gehöckert. Die kleinen Areolen stehen eng zusammen und fließen teilweise ineinander. Die Dornen sind schwarz bis braun, im Alter vergrauend. Es werden eins bis drei gerade, abstehende Mitteldornen von 1,5 bis 5 Zentimeter Länge und fünf bis zehn pfriemlich ausstrahlende Randdornen von 1 bis 2 Zentimeter Länge unterschieden.
Die trichterigen gelben Blüten sind weit geöffnet. Sie sind drei bis vier Zentimeter lang.

## Verbreitung und Systematik
Copiapoa bridgesii ist in Chile in der Región de Antofagasta zwischen Barquito bis Taltal verbreitet.
Die Erstbeschreibung als Echinocactus bridgesii erfolgte 1847 durch Ludwig Georg Karl Pfeiffer. Curt Backeberg stellte die Art 1959 in die Gattung Copiapoa. Ein weiteres nomenklatorisches Synonym ist Copiapoa marginata var. bridgesii (Pfeiff.) A.E.Hoffm. (1989).

## Nachweise